# Martin Dorfer
Martin Dorfer (* 1967 in der Steiermark) ist ein Generalleutnant des österreichischen Bundesheeres.

## Militärische Laufbahn
Martin Dorfer trat 1985 in das Bundesheer ein.
Er wurde von 1987 bis 1990 an der Theresianischen Militärakademie ausgebildet.

### Dienst als Stabsoffizier
2003 bis 2006 absolviert er den 17. Generalstabslehrgang an der Landesverteidigungsakademie in Wien.
Von 2006 bis 2007 war er Hauptlehroffizier und Forscher an der Landesverteidigungsakademie. 2008 wurde er Referatsleiter in der Generalstabsabteilung im Bundesministerium für Landesverteidigung (BMLVS). Seit 2012 ist er im Kabinett des Bundesministers für Landesverteidigung und Sport für Planung und Rüstung zuständig. Danach diente er zwei Bundesministern als Stabschef im Kabinett. 2017 wurde er als Leiter der Gruppe „Laufende Einsätze“ bestellt und er war seit 2021 mit der Führung der Direktion „Einsatz der Landstreitkräfte und Spezialeinsatzkräfte“ (Direktion 1) betraut.
Am 12. Jänner 2024 wurde er als Leiter der Direktion 1 und Kommandant „Einsatz der Landstreitkräfte und Spezialeinsatzkräfte“ fixiert und im November 2024 definitiv mit dieser Funktion betraut.

### Dienst im Generalsrang
Dorfer wurde 2014 zum Brigadier und im Juli 2017 zum Generalmajor befördert. Anlässlich der Bestellung zum Leiter der Direktion 1 wurde er im November 2024 zum Generalleutnant befördert.

### Auslandseinsätze
- 1997 im Rahmen der IFOR/SFOR in Bosnien und Herzegowina[1][2]
- 1999 im Nahen Osten[1][2]
- 2011 Rahmen der United Nations Disengagement Observer Force (UNDOF) in Syrien (Golanhöhen)[1][2]
- 28. März 2018[2] bis 26. Juni 2019 als Kommandeur der EUFOR in Bosnien und Herzegowina[5]

## Privates
Dorfer ist verheiratet und hat drei Kinder.